# Castelnuovo Bormida
Castelnuovo Bormida (piemontiul: Castelneuv an Bormia) település Olaszországban, Piemont régióban, Alessandria megyében. Lakosainak száma 626 fő (2023. január 1.). Castelnuovo Bormida Rivalta Bormida, Sezzadio és Cassine községekkel határos.

## Népesség
A település lakossága az elmúlt években az alábbi módon változott:
| Lakosok száma | 694  | 698  | 626  |
|               | 2017 | 2018 | 2023 |